# Plaque pacifique
La plaque pacifique est une plaque tectonique de la lithosphère de la planète Terre. Sa superficie est de 2,57685 stéradians. Il s'agit de la plus grande plaque tectonique terrestre. On y associe généralement les plaques de Futuna, du récif Balmoral, du récif Conway, des Nouvelles-Hébrides, de Bismarck Sud, de Bismarck Nord, de Manus et des Carolines.
Elle couvre la quasi-totalité de l'océan Pacifique hormis les mers de Béring, d'Okhotsk, du Japon, Jaune, de Chine orientale, de Chine méridionale, des Philippines, de Java, de Célèbes, de Banda, de Bismarck, des Salomon, de Corail et de Tasman, le Pacifique oriental et l'est du golfe de Californie. Elle couvre aussi la moitié sud de l'île du Sud de la Nouvelle-Zélande, la péninsule de Basse-Californie et le sud de la Californie.
La plaque pacifique est en contact avec les plaques d'Okhotsk, philippine, des Mariannes, des Carolines, de Bismarck Nord, de la mer des Salomon, Woodlark, australienne, des Nouvelles-Hébrides, du récif Balmoral, de Futuna, de Niuafo'ou, des Tonga, des Kermadecs, antarctique, Juan Fernández, de Nazca, de l'île de Pâques, des Galápagos, de Cocos, Rivera et nord-américaine.
Ses frontières avec les autres plaques sont notamment formées des dorsales du Pacifique Ouest, Pacifique-Antarctique et de Juan de Fuca dans l'océan Pacifique, des fosses de subduction des Aléoutiennes sur la côte Sud des Aléoutiennes, de Kamtchatka sur la côte est de la péninsule de Kamtchatka, des Kouriles sur la côte Est des Kouriles, du Japon sur la côte est du Japon, d'Izu-Bonin sur la côte est de l'archipel d'Ogasawara, des Mariannes sur la côte est des Mariannes, de Bougainville sur la côte sud des îles Salomon, des Tonga sur la côte est des îles Tonga, des Kermadec sur la côte est des îles Kermadec et d'Hikurangi sur la côte nord-est de la Nouvelle-Zélande et de la faille Alpine dans l'île du sud de la Nouvelle-Zélande. Elles forment une grande partie de la ceinture de feu du Pacifique.
Le déplacement de la plaque pacifique se fait vers le nord-ouest à une vitesse moyenne de 8,1 centimètres par an. Elle peut atteindre 10 cm/an, ce qui correspond à une énergie cinétique équivalente à celle d’une voiture lancée à 40 km/h.

## Sources
- (en) Peter Bird, An updated digital model of plate boundaries, vol. 4, Geochemistry Geophysics Geosystems, 14 mars 2003 (DOI 10.1029/2001GC000252, Bibcode 2003GGG.....4.1027B, lire en ligne)
- (en) « Speed of the Continental Plates : An educational, fair use website », sur hypertextbook.com